# Teóphilo Bettencourt Pereira
Teóphilo Bettencourt Pereira (11 d'abril de 1900 - 10 d'abril de 1988) fou un futbolista brasiler.

## Selecció del Brasil
Va formar part de l'equip brasiler a la Copa del Món de 1930.

## Palmarès
- Campionat carioca (2):

Fluminense: 1917
São Cristóvão: 1926
- Copa Río Branco (1):

Brasil: 1931